# Lena (rzeka)
Lena (ros. Лена, ewenk. Елю Эне, jak. Өлүөнэ, bur. Зүлхэ) – rzeka w azjatyckiej części Rosji, w obwodzie irkuckim i Jakucji. Jest jedną z największych rzek Azji, 10. pod względem długości na świecie oraz 9. pod względem powierzchni dorzecza (największa rzeka Rosji, której dorzecze znajduje się w całości w granicach kraju). Długość: 4400 km; powierzchnia dorzecza 2 490 000 km²; średni przepływ u ujścia 16 400 m³/s.

## Źródła

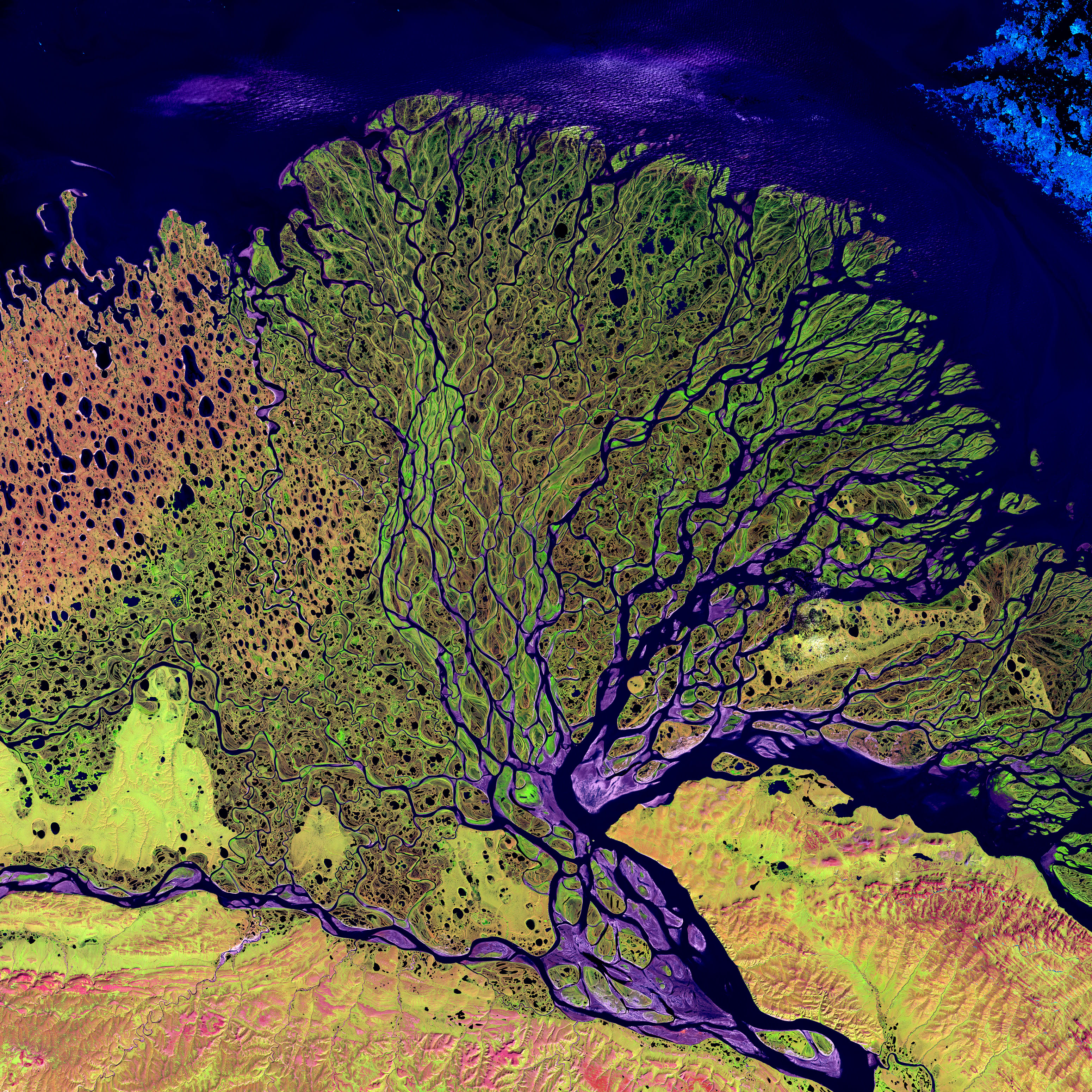
Zdjęcie satelitarne delty Leny

Źródła w Górach Bajkalskich (w Rezerwacie Bajkalsko-Leńskim) na wysokości 930 m n.p.m. w odległości zaledwie 7 kilometrów od Bajkału; w górnym biegu płynie głęboką doliną w kierunku północnym i północno-wschodnim po Płaskowyżu Leńsko-Angarskim; w środkowym biegu płynie w kierunku wschodnim przełamując się przez Płaskowyż Nadleński, następnie skręca na północ i północny zachód na Nizinę Środkowojakucką; w dolnym biegu płynie na północ przez Nizinę Dolnoleńską pomiędzy Górami Wierchojańskimi (od wschodu) a Wyżyną Środkowosyberyjską i Górami Czekanowskiego (od zachodu); uchodzi do Morza Łaptiewów tworząc deltę o około 150 ramionach i powierzchni ponad 40 tys. km². Znajduje się tu Rezerwat Ujścia Leny.
Zasilanie śniegowo-deszczowe; zamarza w górnym biegu od listopada do maja, w dolnym od października do czerwca; wiosną tworzą się zatory lodowe. Duże wahania stanu wód (w środkowym biegu do 14 m, w dolnym do 18 m). Rocznie niesie około 12 milionów ton osadów.

## Dopływy

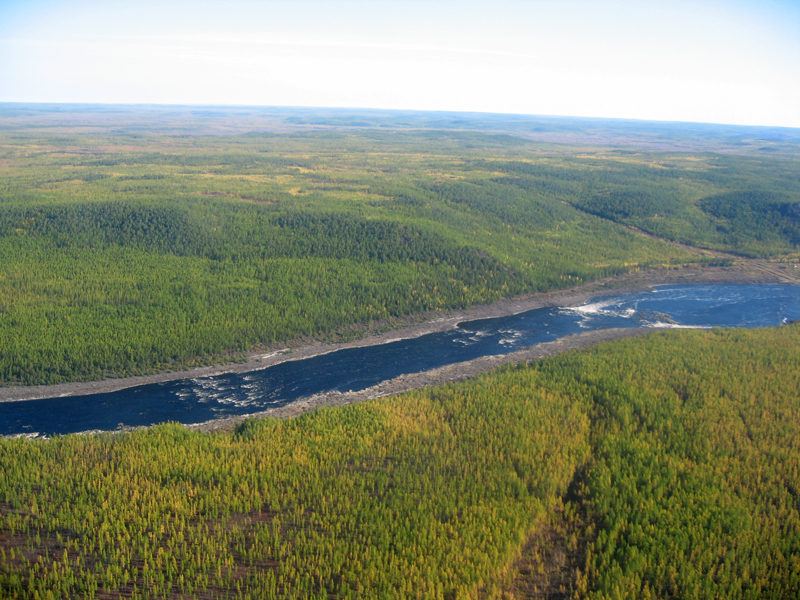
Wiluj

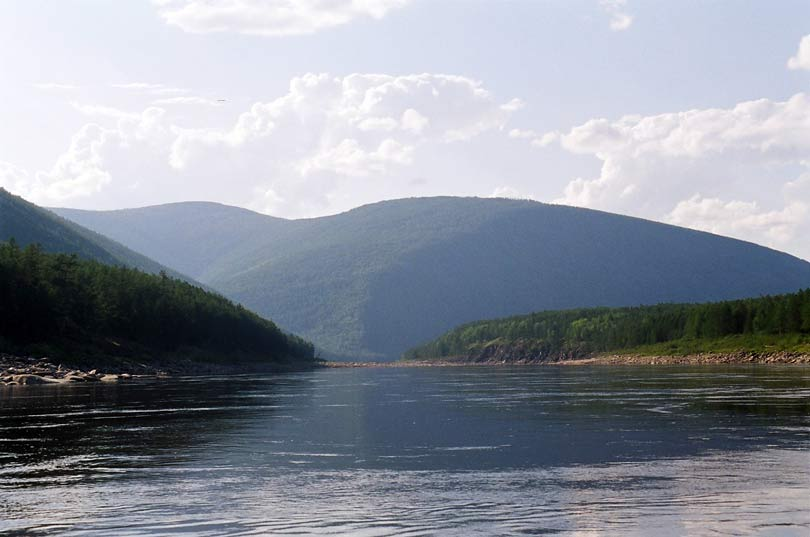
Witim

Dorzecze Leny

Główne dopływy Leny to: Wiluj (lewy); Witim, Olokma, Ałdan (prawe).
Znaczna długość Leny pociąga za sobą wielkość jej zlewiska. Nie bez powodu w przeszłości była nazywana „Rzeką Tysiąca Dopływów” Dopływy o długości powyżej 100 km przedstawiono w poniższej tabeli.
| Rzeka             | Długość     | Pochodzenie hydrograficzne | Odległość od ujścia |
| ----------------- | ----------- | -------------------------- | ------------------- |
| Ėekit             | 313 km      | lewy                       | 184 km              |
| Bësjuke           | 263 km      | prawy                      | 296 km              |
| Uėl'-Siktjach     | 300 km      | prawy                      | –                   |
| Unguochtach       | 224 km      | prawy                      | –                   |
| Mołodo            | 556 km      | lewy                       | 413 km              |
| Džardžan          | 352 km      | prawy                      | 513 km              |
| Natara            | 187 km      | prawy                      | 551 km              |
| Menkere           | 402 km      | prawy                      | 603 km              |
| Motorčuna         | 423 km      | lewy                       | 606 km              |
| Muna              | 715 km      | lewy                       | 606 km              |
| Kjulenke          | 211 km      | lewy                       | 620 km              |
| Choruonka         | 377 km      | lewy                       | 696 km              |
| Soboloch-Majan    | 411 km      | prawy                      | 700 km              |
| Ukunku            | 148 km      | prawy                      | 703 km              |
| Begidžjan         | 262 km      | prawy                      | 740 km              |
| Oručan            | 232 km      | prawy                      | 818 km              |
| Undiulung         | 414 km      | prawy                      | 820 km              |
| Taryn-Jurėch      | 105 km      | lewy                       | 834 km              |
| Bachany           | 250 km      | lewy                       | 835 km              |
| Iinnėėch          | 123 km      | prawy                      | 918 km              |
| Kjundjudej        | 240 km      | prawy                      | 921 km              |
| Bylachy           | 118 km      | prawy                      | 954 km              |
| Linde             | 804 km      | lewy                       | 985 km              |
| Djanyška          | 332 km      | prawy                      | 990 km              |
| Mundaalyk         | 103 km      | prawy                      | 1037 km             |
| Lepiske           | 299 km      | prawy                      | 1057 km             |
| Tympylykan        | 357 km      | lewy                       | 1086 km             |
| Wiluj             | 2650 km     | lewy                       | 1102 km             |
| Łungcha           | 508 km      | lewy                       | 1132 km             |
| Ljunkjubej        | 114 km      | prawy                      | 1139 km             |
| Sitte             | 431 km      | lewy                       | 1157 km             |
| Čočuma            | 144 km      | prawy                      | 1166 km             |
| Chančaly          | 241 km      | lewy                       | 1260 km             |
| Kenkeme           | 589 km      | lewy                       | 1275 km             |
| Beljanka          | 217 km      | prawy                      | 1277 km             |
| Tjugene           | 492 km      | lewy                       | –                   |
| Batamaj           | 35 (148) km | prawy                      | 1310 km             |
| Ałdan             | 2273 km     | prawy                      | 1311 km             |
| Suola             | 224 km      | prawy                      | 1488 km             |
| Tamma             | 216 km      | prawy                      | 1528 km             |
| Menda             | 168 km      | prawy                      | 1565 km             |
| Buotama           | 418 km      | prawy                      | 1609 km             |
| Siniaja           | 597 km      | lewy                       | 1716 km             |
| Tuolba            | 395 km      | prawy                      | 1875 km             |
| Marchačan         | 248 km      | lewy                       | 1914 km             |
| Marcha            | 346 km      | lewy                       | 1928 km             |
| Tuolbačan         | 181 km      | prawy                      | 1954 km             |
| Namana            | 444 km      | lewy                       | 2044 km             |
| Olokma            | 1436 km     | prawy                      | 2089 km             |
| Birjuk            | 267 km      | lewy                       | 2160 km             |
| Čerendej          | 226 km      | lewy                       | 2178 km             |
| Mały Patom        | 136 km      | prawy                      | 2323 km             |
| Wielki Patom      | 460 km      | prawy                      | 2334 km             |
| Ura               | 181 km      | lewy                       | 2366 km             |
| Džerba            | 320 km      | lewy                       | 2395 km             |
| Niuja             | 798 km      | lewy                       | 2420 km             |
| Bol'šaja Kontajka | 174 km      | prawy                      | 2472 km             |
| Chamara           | 145 km      | lewy                       | 2582 km             |
| Pilka             | 117 km      | prawy                      | 2599 km             |
| Peleduj           | 398 km      | lewy                       | 2690 km             |
| Witim             | 1837 km     | lewy                       | 2714 km             |
| Czuja             | 512 km      | prawy                      | 2740 km             |
| Ičera             | 138 km      | lewy                       | 2973 km             |
| Czaja             | 353 km      | prawy                      | 3017 km             |
| Kirenga           | 746 km      | prawy                      | 3155 km             |
| Bol'šaja Tira     | 219 km      | lewy                       | 3305 km             |
| Kuta              | 408 km      | lewy                       | 3466 km             |
| Ilga              | 289 km      | lewy                       | 3773 km             |
| Tutura            | 222 km      | prawy                      | 3812 km             |
| Anga              | 167 km      | prawy                      | 3969 km             |
| Manzurka          | 214 km      | lewy                       | 3980 km             |

## Znaczenie ekonomiczne
Lena jest jednym z najważniejszych szlaków komunikacyjnych Syberii; żeglowna od Ust'-Kut (przy wysokich stanach wody od Kaczugu). Obfituje w ryby, w górnym biegu szczupak, okoń, lipień, lenok; w dolnym sielawa, muksun, nelma, tajmień i wiele innych.
Główne miejscowości: Kaczug, Żygałowo, Ust'-Kut, Kireńsk, Leńsk, Olokmińsk, Pokrowsk, Jakuck, Sangar.

## Historia
Rosjanie dotarli nad Lenę w pierwszej połowie XVII w. Wtedy też usłyszeli po raz pierwszy jej miejscową nazwę "Elju-ene", co w języku Ewenków znaczy "Wielka rzeka". Nazwę tę przekręcono na łatwiejszą w wymowie i zapamiętaniu nazwę "Lena".
Pierwsze dokładniejsze badania toku Leny miały miejsce w czasie Wielkiej Ekspedycji Północnej (1734 – 1743). W XIX wieku duże zasługi w zbadaniu dorzecza Leny mieli Polacy: Aleksander Czekanowski i Jan Czerski.